# 慈德林
慈德林，全稱為西藏慈德林实业发展有限公司，過去曾名為西藏拉萨地毯有限责任公司、西藏圣地藏毯有限责任公司，是一家位于西藏自治区拉萨市城关区江苏路24号的紡織公司，主要商品為藏毯。

## 历史
1953年在時任西藏自治区筹委会筹备处处长阿沛·阿旺晋美努力下，国营拉萨地毯厂成立，阿沛·阿旺晋美擔任名誉厂长，工廠旨在傳承西藏當地手工地毯的文化，是當時西藏第一家及最大的民族手工集體企業。工廠實際廠長為僧俗兩位四品官，兩位廠長不常到工廠，而是委派代理人管理。早期工廠位於拉薩河邊的尺德林卡，之後搬到甲乌林卡，再之後搬到今拉萨瑞吉度假酒店的位置。20世紀90年代，拉薩地毯廠陷入虧損，慈仁尼玛被派任為工廠廠長負責改革。2000年，慈仁尼玛成立西藏藏毯协会的前身「西藏地毯出口企业协会」，以引領當地藏毯企業。
2005年，工廠建立了统一且专业的生产基地，还建设了职工宿舍，工廠員工達到400人，同年政府為了招商引资，将拉萨地毯厂的厂房卖给了香港企业興建度假酒店。失去了生產用地，慈仁尼玛決定改革生產模式，將工廠的技術骨幹培訓之後，分派到西藏各地，入驻当地藏毯生产企业，指导当地藏毯生产，然而收效甚微，當地人不接受指導。於是慈仁尼玛決定進行股份改革重組工廠，他在政府支持下買斷工人工齡，讓所有工人退休，再在郊區建廠僱傭年輕的退休工人任職，拉萨地毯厂改組為「西藏拉萨地毯有限责任公司」，簡稱「拉萨地毯公司」，於2005年11月8日註冊成立。由於當時拉薩已經發展，退休工人普遍意願是在市區做臨時工，不願再做工人，導致工廠產能有限，慈仁尼玛開始嘗試將手上訂單轉交到其他藏毯生產企業。2007年起，拉薩地毯公司組織了日喀则市地毯厂、山南贡嘎县杰德秀地毯厂等16家小型地毯廠，組成鬆散的企業集團，由拉薩地毯公司牽頭統一研發，提供原料並做好相關製作標準和收購標準。同時為了避免尼泊尔商人經樟木口岸傾銷廉價藏毯衝擊當地市場，慈仁尼玛向政府部門提出政策建議，提高尼泊尔的關稅。
2008年，慈仁尼玛在得知青海打算將「藏毯」申報為中国地理标志产品，慈仁尼玛也組團赴西寧辯論，最後青海方面以青海藏毯登記為中国地理标志产品，到2011年，在西藏政府的支持下，拉薩地毯公司將西藏手工藏毯登記為中国地理标志产品。同年西藏政府開始加大扶持拉薩地毯公司，用於展示、銷售、研發藏毯的西藏藏毯大厦動工。大厦建成後，慈仁尼玛引入了連鎖酒店全季酒店，將大廈的三到六樓出租給酒店，一樓作為庫房和展示大廳，二樓經營產業餐營業，加上出租門店，拉薩地毯公司每年獲得2000萬人民幣的租金收入。拉薩地毯公司也負責每年培訓80名工人，以傳承西藏手工藏毯。2016年7月，公司更名為「西藏慈德林实业发展有限公司」，簡稱慈德林。到2018年，慈德林仍然保持手工製作的藏毯，慈仁尼玛認為藏毯市場已經飽和，不適宜擴大生產，要專注於產品精品化。在2018年的一次訪談中，慈仁尼玛表示慈德林為家族企業，他計劃讓自己的女兒在日後接替他的工作。

## 備註
1. ↑  原西藏政府的官制是僧俗雙軌制，行政機構中既有俗官，也有僧官，僧官大於俗官，西藏和平解放之後這個制度仍然維持了一段時間。
2. ↑  由於當時禁止以地名註冊公司，早期公司名為「西藏圣地藏毯有限责任公司」，一年後才正式改名「西藏拉萨地毯有限责任公司」